# Dağdemirciler, Keles
Dağ Demirciler là một xã thuộc huyện Keles, tỉnh Bursa, Thổ Nhĩ Kỳ. Dân số thời điểm năm 2011 là 71 người.